# الدوري الألماني لكرة القدم للسيدات 2009–10
الدوري الألماني لكرة القدم للسيدات 2009–10 (بالألمانية: Fußball-Bundesliga 2009/10)‏ هو الموسم 20 من الدوري الألماني لكرة القدم للسيدات. أقيم خلال الفترة 20 سبتمبر 2009 وحتى 9 مايو 2010، وأشرف على تنظيمه اتحاد ألمانيا لكرة القدم، وكان عدد الأندية المشاركة فيه 12، وفاز فيه توربينه بوتسدام.